# NCOA1
El coactivador de receptor nuclear 1 (NCOA1 o SRC-1) es una proteína codificada en humanos por el gen HGNC NCOA1 .
La proteínas NCOA1 es un corregulador transcripcional que contiene varios dominios de interacción con receptores nucleares y una actividad histona acetiltransferasa intrínseca. NCOA1 es reclutado hacia ciertos promotores del ADN por receptores nucleares activados por ligando. Esta proteína acila histonas promoviendo que al ADN sea más accesible a la transcripción. De hecho, NCOA1 ayuda a los receptores nucleares en la activación de la expresión génica.

## Interacciones
La proteína NCOA1 ha demostrado ser capaz de interaccionar con:
- Receptor de hormona tiroidea beta[3][4]
- CIITA[5]
- DDX17[6]
- SNW1[7]
- Receptor androgénico[8][9][10]
- STAT3[11]
- CREBBP[12][13]
- Receptor de glucocorticoides[14][15]
- PPAR alfa[16][17]
- TRIP4[18]
- c-Fos[19][20]
- STAT6[21][22]
- PCAF[23]
- PPARGC1A[24]
- NFKB1[19][25]
- Ciclina D1[26]
- Receptor de estrógeno alfa[27][12][28][29][6]
- DDX5[6]
- c-Jun[30][19][20]